# B-2 (航空機・初代)
カーチス B-2 コンドル
飛行するB-2-CU 28-399号機
(1930年撮影)
- 用途：爆撃機
- 分類：重爆撃機
- 製造者：

  - カーチス・エアロプレイン・アンド・モーター社（〜1929年7月）
  - カーチス・ライト社（1929年7月〜）
- 運用者：アメリカ陸軍航空隊
- 生産数：13機
- 運用開始：1929年
- 退役：1934年
- 運用状況：退役
- ユニットコスト：76,373米ドル（1928年）
- 派生型：コンドル18

カーチス B-2 コンドル（Curtiss-Wright B-2 Condor ）は、アメリカ合衆国のカーチス・ライト社が開発し1920年代にアメリカ陸軍に運用された双発複葉爆撃機。
社内名称はCW-52（タイプ52）。

## 概要
カーチス・ライト社がライセンス生産したマーティン社開発のMB-2（NBS-1）と、その発展型であるNBS-4の改良型であり、それらの胴体の木製構造を鋼管羽布張りに変え、エンジンを換装する等の改良が加えられている。

## 開発
B-2の2基のエンジンは上下翼の間に、胴体の左右に添うように置かれたエンジンナセルに収められ、それぞれのナセルの尾部は機銃座に充てられていた。MB-2では後方の銃座は胴体に設けられていたが、射界を妨げるとして変更されたが、これは競作相手のXB-1も同様だった。尾翼は双尾翼である。
試作機はXB-2（シリアル26-211）として開発され、陸軍航空隊からの要求によりハフ・ダランド社のXB-1、シコルスキー・エアクラフト社のS-37およびフォッカー社のXLB-2と競作が行われたが、他の3つはすぐに脱落しXB-2が選定された。XB-2はその後もより小型でコストも低いキーストンXLB-6と比較されたり、大型過ぎて格納庫への収納が難しいなどの問題があったりしたが、軍はその優れた性能を認め、1928年に12機の製造契約が締結された（シリアル28-398～399、29-28～37）。
B-2のうち1機は複操縦装置つきに改修され、B-2Aと呼ばれた。機長席と副操縦士席の複操縦装置は、1930年代以降爆撃機の基本装備となった。また、B-2を基本にした輸送機型コンドル18も2機制作された（シリアル33-320～321）。

## 運用
B-2は1930年代の技術的進歩によって急速に時代遅れとなり、早くも1934年には部隊から姿を消した。B-2の後、カーチス・ライト社は陸軍の爆撃機製作から撤退し、1930年代以降は「ホーク」戦闘機（追撃機）、海軍の急降下爆撃機「ヘルダイバー」などにメインを移している。

## 諸元
- 乗員： 5名
- 全長： 14.5 m
- 全幅： 27.4 m
- 全高： 4.9 m
- 翼面積： 140 m2
- 空虚重量： 4,100 kg
- 全備重量： 7,480 kg
- エンジン： カーチス・ライト V-1570-7 "コンカラー" 水冷V型12気筒（離昇出力、600馬力）×2
- 最高速度： 212 km/h
- 巡航速度： 183 km/h
- 航続距離： 1,300 km
- 上昇限度： 4,030 m
- 上昇力： 3.7 m/s
- 翼面荷重： 53 kg/m2
- 出力重量比： 120 W/kg
- 武装： 7.62 mmルイス機銃 ×6
- 爆弾： 1,100 kg（近距離作戦時1,800 kg）